# Fabian Weiss
Pour les articles homonymes, voir Weiss.
Fabian Weiss, né le 11 avril 2002 à Sulz (Argovie), est un coureur cycliste suisse.

## Biographie
En juin 2022, il devient champion de Suisse du contre-la-montre dans la catégorie des espoirs (moins de 23 ans),. Il conserve son titre les deux années suivantes.

## Palmarès sur route

### Par années
- 2020
  - 3e du championnat de Suisse du contre-la-montre juniors
- 2022
  -  Champion de Suisse du contre-la-montre espoirs
  - 4e du championnat d'Europe du contre-la-montre espoirs
- 2023
  -  Champion de Suisse du contre-la-montre espoirs
- 2024
  -  Champion de Suisse du contre-la-montre espoirs
  - 5e du championnat d'Europe du contre-la-montre espoirs
  - 5e du championnat d'Europe sur route espoirs

### Classements mondiaux
| Année                                 | 2022 | 2023  | 2024 |
| ------------------------------------- | ---- | ----- | ---- |
| Classement mondial                    | 911e | 1573e | 490e |
| UCI Europe Tour                       | 667e | nc    | nc   |
|                                       |      |       |      |
| Légende : nc = non classéSource : UCI |      |       |      |

## Palmarès sur piste

### Championnats d'Europe
| Édition / Épreuve                 | Course à l'élimination |
| Fiorenzuola d'Arda 2020 (juniors) | Bronze                 |

### Championnats de Suisse
- 2019
  - 3e du championnat de Suisse de l'omnium juniors
- 2022
  - 2e du championnat de Suisse de l'américaine
  - 2e du championnat de Suisse de course aux points